# Arti marziali coreane

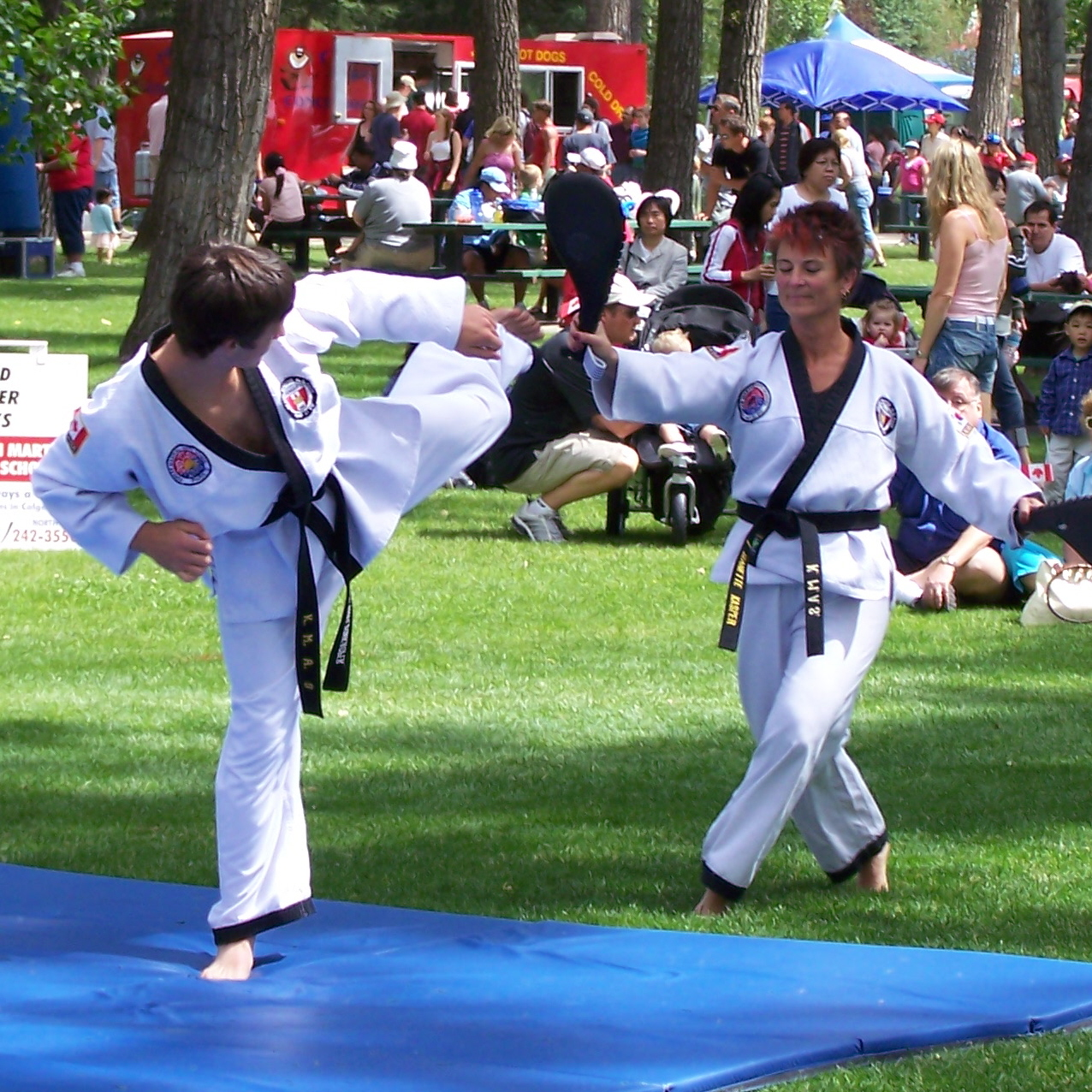
Studenti provenienti da una scuola di arti marziali coreane a Calgary fanno una dimostrazione

Le arti marziali coreane (무술 o 무예?, 武術 o 武藝?, musul o muyeLR) sono le arti marziali che hanno avuto origine in Corea. Alcune arti marziali coreane maggiormente famose sono:Hapkido, Kyuk Too Ki, Hwa Rang Do, Hwal Moo Do, Kuk Sool Won, Ssirŭm e soprattutto i vari stili del Taekwondo. C'è stata una rinascita delle arti di spada coreana come pure del combattimento con il coltello e tiro con l'arco. In tempi moderni, le arti marziali coreane vengono praticate in tutto il Mondo.

## Storia

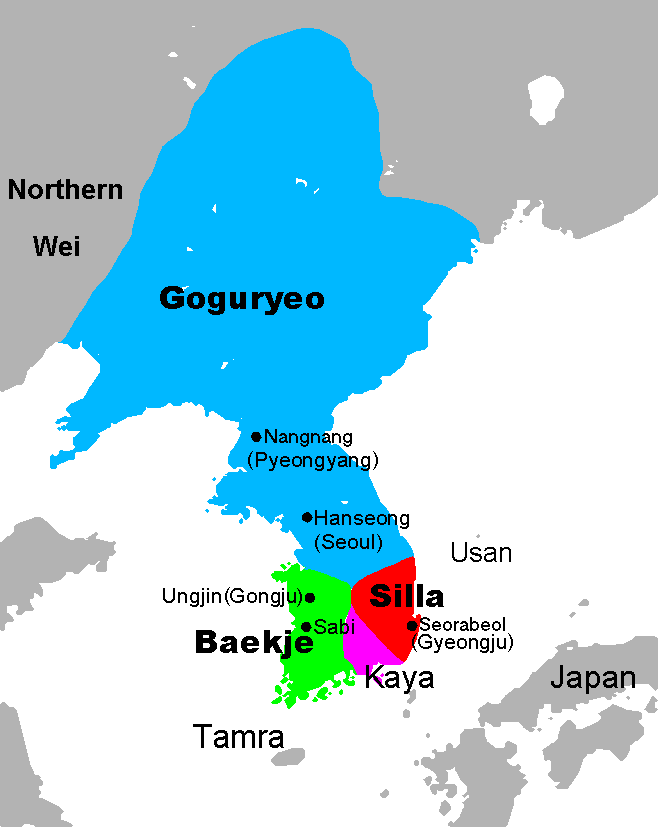
I tre regni di Corea, Goguryeo, Silla e Baekje

Le origini delle arti marziali coreane risalgono a circa 2000 anni fa, le più antiche erano un amalgama di stili di combattimento disarmato sviluppati dai tre regni rivali di Silla, Goguryeo e Baekje, fino al IV secolo sempre in lotta tra loro. In questi territori i giovani uomini erano addestrati nell'uso di tecniche corpo a corpo per sviluppare forza, velocità e capacità di sopravvivenza. Di questo periodo rimangono molte testimonianze sotto forma di affreschi e pitture murali ritrovate sul soffitto di alcune tombe reali risalenti ai primi secoli dopo Cristo, come in quella di Muyong-chong, appartenente alla dinastia di Goguryeo. Le pitture mostrano diversi individui che eseguono tecniche molto simili a quelle usate nel taekwondo odierno. 
Le arti marziali venivano generalmente chiamate subak, laddove il taekkyeon (letteralmente combattimento con le gambe) era il più popolare stile del subak, impiegato come pratica di confronto sportivo che si focalizzava sull'uso dei calci. Soprattutto nel regno di Goguryeo il subak si focalizzava sui calci, ma dal regno di Silla giunsero influenze nell'utilizzo di tecniche di mano.
La forte spinta al perfezionamento di tali tecniche di combattimento fu la necessità da parte dei tre regni coreani di addestrare l'esercito per combattere i pirati giapponesi che mettevano in ginocchio molti territori del paese. L'impulso fondamentale per la diffusione delle arti marziali nel paese venne allorquando il regno di Silla organizzò un esercito, con l'aiuto del regno di Goguryeo per scacciare i pirati; per farlo venne creato un gruppo di guerrieri, scelti tra i nobili del regno, chiamato Hwarang ("uomo che fiorisce"). Coloro che dimostravano forte attitudine naturale venivano selezionati per allenarsi in questo corpo guerriero d'élite degli Hwarang. Si riteneva all'epoca che giovani con un talento per le arti e nella cultura avevano la grazia di diventare veri guerrieri. Costoro venivano istruiti tanto nelle arti marziali quanto nella filosofia, nella storia, nel pensiero del confucianesimo, nella moralità del buddhismo e negli sport equestri. Il loro allenamento militare includeva un utilizzo intenso di armi (fra cui scherma e arcieria), a piedi o a cavallo, così come lezioni in tattiche militari e nel combattimento disarmato basato sulle tecniche del subak.
Gli Hwarang a loro volta andarono in giro per il paese insegnando quest'arte e fondarono anche un'accademia militare chiamata Hwarang-do ("la via dell'umanità che fiorisce"), aperta principalmente per i membri della corte reale di Silla e ispirata dai cinque valori di Won Gwang della condotta umana, includenndo: lealtà, dovere filiale, fiducia, valore e giustizia. Grazie a questa cooperazione i tre regni furono unificati e il taekyon, che intanto continuava ad evolversi, diventò molto popolare tra gli usi e costumi della popolazione locale e nell'addestramento delle truppe.
Nonostante la ricca documentazione sulla storia coreana e nelle sue tradizionali arti marziali, notizie di queste svaniscono nell'oscurità durante la Dinastia Joseon. La società coreana divenne altamente centralizzata durante il periodo del confucianesimo coreano e le arti marziali in quest'epoca erano poco considerate in una società i cui ideali erano epitomati dai suoi re-studenti. Pratiche formali di arti marziali tradizionali come il taekkyeon furono riservati per pratiche militari autorizzate. Pratica civile tuttavia persistette in alcuni strati della popolazione fino al XIX secolo.

### Arti marziali coreane moderne
Le native arti marziali coreane furono vietate durante il periodo dell'occupazione giapponese, che per contro importò le proprie (andando anche ad influenzare molte scuole di arti marziali, dall'aikidō per esempio è derivato l'hapkido), ma sopravvissero attraverso l'insegnamento nascosto e la personalizzazione popolare. Dopo l'occupazione, i vecchi libri di Muyedobotongji divennero un popolare materiale per marzialisti coreani, influenzando lo sviluppo di molti stili moderni di combattimento coreani .
Gli antichi manuali come Muyedobotongji divenne popolare e materiale di studio per gli artisti marziali coreani influenzando lo sviluppo di molte moderne arti marziali. Per esempio, i coreani che avevano praticato il kendo giapponese durante il periodo della colonizzazione, studiando il Muyedobotongji riscoprirono il loro patrimonio culturale e ricrearono le tradizionali arti marziali coreane, anche se questo di solito non era niente di più che un rinominare tecniche che già si ritrovavano nel Muyedobotongji. In questo processo il Muyedobotongji fu usato più volte ingiustamente e senza motivo come il patrimonio antico marziale coreano.
Questo non significa che le arti marziali coreani esistenti prima dell'occupazione sparirono completamente. I maestri di molti stili sopravvissero all'occupazione e continuarono ad insegnare la loro arte, anche se i giapponesi misero il divieto. Taekgyeon sopravvisse come gioco popolare crescendo in popolarità negli anni recenti, e dalla sua unione con le scuole di karate importate in Corea venne poi creato il taekwondo. Anche le tecniche di Muyedobotongji sopravvissero all'occupazione e le arti marziali come il shippalgi godettero di un rinnovato interesse..
Va inoltre considerato che le arti marziali coreane sono ancora in uno stato di evoluzione come testimoniato dalle recenti arti emergenti come Tukong/Teukong Moosul e Youngmudo. Ora c'è anche lo sviluppo delle arti marziali coreane influenzate da altri stili come Muay Thai o Kyokushinkai, si tratterebbe in particolare del Kyuk Too Kiconosciuto in occidente anche come korean kickboxing..
È inoltre importante notare che parlare di arti marziali in termini della loro provenienza: cinese, giapponese o coreana è qualcosa che deriva da tempi recenti ed è cresciuta sotto l'influenza di una visione nazionalistica.

## Terminologia
Le arti marziali coreane vengono generalmente praticate in un dojang (도장), con il quale alle volte ci si riferisce come ad un cheyukkwan (체육관 / 體育館, i.e., palestra). I praticanti indossano un uniforme o dobok (도복) con una cintura o tti (띠) legata intorno ad esso. Questa cintura di solito mostra il grado raggiunto da un praticante. Un allievo solitamente inizia con la cintura bianca progredendo all'interno di una serie di cinture colorate, (che differiscono da stile a stile), prima di raggiungere la cintura nera. I gradi che precedono la cintura nera vengono definiti geup o kup (급), mentre ai gradi delle cinture nere ci si riferisce come dan (단). In alcuni casi, per gli studenti di età inferiore ai 16 anni non vengono rilasciati i dan, ma piuttosto "pum" o poom (품) o gradi delle "giovani cinture nere". Alcuni stili usano delle strisce sulle cinture nere al fine di mostrare i dan posseduti dal praticante. Esso è un comune sistema che detiene nove gradi di geup e nove gradi di dan. Passano solo pochi mesi da un geup all'altro, mentre possono passare anni da un dan a quello successivo. La maggior parte dei termini di cui sopra sono identici a quelli usati negli stili giapponesi come il judo e il karate, ma con i caratteri cinesi letti con pronuncia coreana, ma con poche eccezioni, (dobok e tti sono stati modificati per adattarli alla lingua coreana).
In alcuni stili, come il taekgyeon, il hanbok viene indossato al posto del dobok. Il collo a V di molti stili delle uniformi di taekwondo si presume che fu modellato dopo l'hanbok.

### Approfondimenti
- M. Adrogué, Ancient military manuals and their relation to modern Korean martial arts, in Journal of Asian Martial Arts, vol. 12, 2003,  p. 4.
- J. Della Pia, Korea's Mu Yei Do Bo Tong Ji., in Journal of Asian Martial Arts, vol. 3, 1994,  p. 2.
- S. Henning, Traditional Korean martial arts, in Journal of Asian Martial Arts, vol. 9, 2000,  p. 1.
- Kim, S. H. (2001): Muye Dobo Tongji. Turtle Press.